# Moritz von Bissing (Tennisspieler)
Alexander Moritz Reinhold „Fritz“ von Bissing (* 9. September 1886 in Metz, Reichsland Elsaß-Lothringen, Deutsches Kaiserreich; † 18. März 1954 in Frankfurt am Main) war ein deutscher Hockey-, Rugby- und Tennisspieler.

## Leben
Von Bissing, ein Mitglied des SC Frankfurt 1880, nahm ab 1904 an Tennisturnieren teil. 1908 trat er zum ersten Mal in Wimbledon an, schied jedoch bereits in der ersten Runde gegen Percival Davson aus; im Folgejahr schied er an selber Stelle gegen Stanley Doust aus. 1908 nahm er an den Olympischen Spielen in London teil und erreichte im Rasen-Einzel die dritte Runde, in der er sich Wilberforce Vaughan Eaves in drei Sätzen geschlagen geben musste. 1912, bei seinem dritten Auftritt in Wimbledon, unterlag er im Einzel in der zweiten Runde Francis Gordon Lowe in drei Sätzen. Im Doppel konnte er in diesem Jahr an der Seite von Curt Bergmann bis ins Viertelfinale vordringen. Seinen größten Erfolg feierte er 1913, als er bei den Hartplatz-Weltmeisterschaften in Paris mit Heinrich Kleinschroth den Doppeltitel gewinnen konnte.
Neben dem Tennis war von Bissing auch als Rugby- und Hockeyspieler auf nationaler Ebene erfolgreich. 1907 organisierte er den ersten überregionalen Bandywettbewerb, ein Vorläufersport des heutigen Eishockey in Deutschland, seine Mutter stiftete hierzu die Siegestrophäe, einen „Silberschild“.
1918 wurde er zum Vereinspräsidenten des SC Frankfurt gewählt. Nach der Machtübernahme der Nationalsozialisten in Deutschland legte der mit einer Jüdin verheiratete von Bissing im August 1933 sein Amt nieder und emigrierte später in die USA. Nach dem Zweiten Weltkrieg kehrte von Bissing nach Frankfurt zurück und wurde erneut zum Vereinspräsidenten des SC Frankfurt gewählt.
Er heiratete 1912 Gerda Merton (* 1894), die Tochter von Wilhelm Merton. Das Paar hatte drei Kinder: August Wilhelm (* 1915), Alexander (* 1917) und Rosemarie (* 1919).

## Titel
| Nr. | Datum | Turnier                       | Partner               | Finalgegner                     | Ergebnis           |
| --- | ----- | ----------------------------- | --------------------- | ------------------------------- | ------------------ |
| 1.  | 1913  | Hartplatz-Weltmeisterschaften | Heinrich Kleinschroth | Otto Froitzheim Anthony Wilding | 7:5, 0:6, 6:3, 8:6 |